# Waterwolf

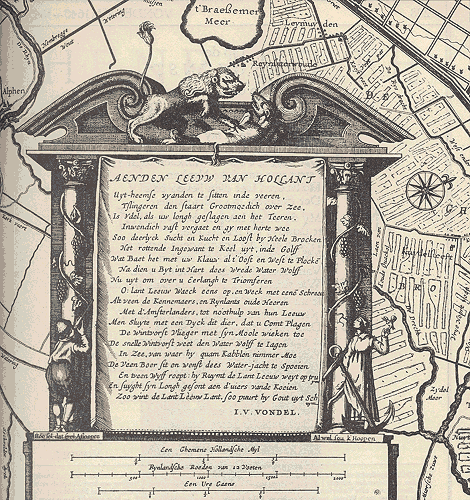
Détail d'une carte de Jacob Bartelz Veris élaborée en 1641 sur le lac de Haarlem, avec un poème de Joost van den Vondel surmonté d'un lion néerlandais, la lutte contre le Waterwolf comme une allégorie de la lutte contre les inondations néerlandais.

Le Waterwolf, le loup de l'eau est un mot néerlandais décrivant la tendance des lacs situés dans les régions basses et tourbeuses à s'agrandir à cause d'inondations et d'érosion. L'humain a parfois contribué au phénomène en creusant la tourbe pour s'en servir comme combustible.
La croissance d'un lac a été perçue comme une menace directe pour les villages voisins, bien que la nécessité économique de creuser pour la tourbe par les habitants de ces villages était elle-même souvent un facteur contributif. Le « loup de l'eau » pouvait « dévorer la terre » en période de crue printanière ou de fortes tempêtes.

## Référence
- (nl) Cet article est partiellement ou en totalité issu de l’article de Wikipédia en néerlandais intitulé « Water Wolf (animalisering) » (voir la liste des auteurs).